# ささの貴斗
ささの 貴斗（ささの たかと、本名：笹野 貴斗（読み同じ）、1997年5月20日 - ）は、日本の俳優である。東京都出身。グランパパプロダクション所属。

## 家族
父は俳優の笹野高史で、兄は同じく俳優のささの翔太・ささの友間・ささの堅太である。また、父・兄全員、グランパパプロダクションに所属。

## 出演

### テレビドラマ
- 大河ドラマ 武蔵 MUSASHI（2003年、NHK）
- 刑事☆イチロー（2003年1月 - 3月、TBS）
- きみはペット（2003年4月 - 6月、TBS）
- カネボウウーマンズ・ビート 冬のひまわり（2004年、日本テレビ）
- 瑠璃の島（2005年4月 - 6月、日本テレビ）
- おとなの夏休み（2005年7月6日 - 9月7日、日本テレビ） - 琴原洋介 役
- 大河ドラマ 功名が辻（2006年、NHK総合） - 小三郎（新右衛門の三男） 役
- 花嫁は厄年ッ! 第8話（2006年8月24日、TBS） - 片桐てつや 役
- 土曜プレミアム 死亡推定時刻（2006年9月9日、フジテレビ） - 渡辺恒蔵（幼少期） 役
- 連続テレビ小説 どんど晴れ 第104回 - 第107回・第109回（2007年、NHK総合） - 博人 役
- 藤子・F・不二雄のパラレル・スペース「ボクラ共和国」（2008年、WOWOW）
- 坂の上の雲（2009年11月29日 - 2011年12月25日、NHK） - 正岡子規（少年期） 役

### テレビ
- いい旅・夢気分（2007年、テレビ東京）
- 旅の香り（2008年、テレビ朝日）

### 映画
- 17才 〜旅立ちのふたり〜（2003年9月13日公開）
- 偶然にも最悪な少年（2003年9月13日公開）
- ミラーを拭く男（2004年8月21日公開）
- この世の外へ クラブ進駐軍（2004年2月7日公開）
- 武士の一分（2006年12月1日公開）
- THE焼肉ムービー プルコギ（2007年5月5日公開）
- やじきた道中　てれすこ（2007年11月10日公開）
- 旭山動物園物語 ペンギンが空をとぶ（2009年2月7日公開）

## 外部データ
- グランパパプロダクション > ささの貴斗
- ささの貴斗 (@takato0033) - X（旧Twitter）